# 磷酸三异丁酯
磷酸三异丁酯（缩写：TiBP）是一种磷酸酯，化学式为C12H27O4P，是磷酸三正丁酯的同分异构体。

## 制备
磷酸三异丁酯由三氯氧磷和异丁醇反应得到。

## 化学性质
磷酸三异丁酯在强辐射的作用下，产生氢气，其外还有异丁烷等产物。